# Monacilioni
Monacilioni – miejscowość i gmina we Włoszech, w regionie Molise, w prowincji Campobasso.
Według danych na rok 2004 gminę zamieszkiwało 680 osób, 25,2 os./km².